# Aghavnadzor, Vayots Dzor
Aghavnadzor là một đô thị thuộc tỉnh Vayots Dzor, Armenia. Dân số ước tính năm 2011 là 2062 người.